# Christian Barthold Rotermann
Christian Barthold Rotermann, född 19 juni 1840 i Tallinn i dåvarande Ryssland, död 6 juli 1912 i Tallinn, var en affärsman i dåvarande Ryssland.
Christian Barthold Rotermann var sonson till Christian Rotermann, som var guldsmed i Paide och son till Christian Abraham Rotermann (1801–1870), som också var hantverkare och som bosatte sig dåvarande Reval 1828. Fadern blev affärsman och grundade handelsfirman "Chr. Rotermann" i Tallinn, som främst var engagerad i tillverkning av byggmaterial och import och export av dem. Christian Abraham Rotermann byggde bland annat Rotermanns varuhus vid Virutorget 1849, som så småningom blev platsen för ett omfattande fabrikskomplex och det så kallade Rotermannkvarteret vid Havsavenyn.
Christian Barthold Rotermann expanderade familjeföretaget i järn- och träindustrin och 1879 uppförde han en ångsåg i Rotermannkvarteret. År 1887 grundade han en pastafabrik och 1888 byggde han ett nytt varuhus vid Havsavenyn. Därefter uppförde han en spannmålskvarn, som blev den största i Tallinn, vilken malde både lokalt korn och korn från trakten runt Volga och från västra Sibirien.
Rotermanns var vid denna tid känt i både Ryssland och i Västeuropa.  
Han lät 1909–1910 bygga ett bostadshus i tre våningar i rött tegel för eget behov på Havsavenyn 4.